# Alicja Łepkowska-Gołaś
Alicja Łepkowska-Gołaś (ur. 1 stycznia 1983 w Łomży) – polska polityk, urzędniczka samorządowa i działaczka społeczna, posłanka na Sejm X kadencji.

## Życiorys
W 2009 uzyskała licencjat z administracji publicznej w Wyższej Szkole Administracji Publicznej w Ostrołęce, a w 2012 magisterium z zarządzania zasobami ludzkimi. Podjęła pracę w Urzędzie Miejskim w Łomży. Przez dziesięć lat prowadziła w tym mieście świetlicę dla dzieci uchodźczych.
Dołączyła do Platformy Obywatelskiej, została wiceprzewodniczącą struktur tej partii w Łomży. Z ramienia Koalicji Obywatelskiej bez powodzenia kandydowała na radną Łomży w 2018 oraz na posłankę w 2019.
W wyborach w 2023 kandydowała do Sejmu z drugiego miejsca listy KO w okręgu podlaskim; uzyskała mandat posłanki X kadencji, otrzymując 13 511 głosów. W 2024 z ramienia tej koalicji bez powodzenia startowała w wyborach do Parlamentu Europejskiego z okręgu nr 3 (otrzymała 6198 głosów).

## Wyniki w wyborach ogólnopolskich
| Wybory | Komitet wyborczy                | Komitet wyborczy     | Organ            | Okręg        | Wynik       |
| ------ | ------------------------------- | -------------------- | ---------------- | ------------ | ----------- |
| 2019   |                                 | Koalicja Obywatelska | Sejm IX kadencji | nr 24        | 181 (0,03%) |
| 2023   | Sejm X kadencji                 | Koalicja Obywatelska | 13 511 (2,22%)   | nr 24        |             |
| 2024   | Parlament Europejski X kadencji | Koalicja Obywatelska | nr 3             | 6198 (0,90%) |             |